# Thierachern
Thierachern là một đô thị trong huyện Thun, bang Bern, Thụy Sĩ.